# Big Springs
Big Springs és una població dels Estats Units a l'estat de Nebraska. Segons el cens del 2000 tenia 418 habitants.

## Demografia
Segons el cens del 2000, Big Springs tenia 418 habitants, 187 habitatges, i 124 famílies. La densitat de població era de 436,2 habitants per km².
Dels 187 habitatges en un 23% hi vivien nens de menys de 18 anys, en un 58,3% hi vivien parelles casades, en un 7% dones solteres, i en un 33,2% no eren unitats familiars. En el 31% dels habitatges hi vivien persones soles el 16,6% de les quals corresponia a persones de 65 anys o més que vivien soles. El nombre mitjà de persones vivint en cada habitatge era de 2,24 i el nombre mitjà de persones que vivien en cada família era de 2,79.
Per edats la població es repartia de la següent manera: un 20,8% tenia menys de 18 anys, un 5,7% entre 18 i 24, un 20,6% entre 25 i 44, un 25,4% de 45 a 60 i un 27,5% 65 anys o més.
L'edat mediana era de 46 anys. Per cada 100 dones de 18 o més anys hi havia 89,1 homes.
La renda mediana per habitatge era de 29.583 $ i la renda mediana per família de 39.375 $. Els homes tenien una renda mediana de 25.536 $ mentre que les dones 15.962 $. La renda per capita de la població era de 16.319 $. Aproximadament el 5,4% de les famílies i el 8,2% de la població estaven per davall del llindar de pobresa.

## Poblacions més properes
El següent diagrama mostra les poblacions més properes.